# Beast Tamer
Приборкувач звірів, вигнаний з групи героя, зустрів дівчину-кицьку з сильнішої раси скорочено Приборкувач звірів (яп. 勇者パーティーを追放されたビーストテイマー、最強種の猫耳少女と出会う, Yūsha Pātī o Tsuihou Sareta Bīsuto Teimā, Saikyōshu no Nekomimi Shōjo to Deau, "The Beast Tamer Who Was Exiled from His Party Meets a Cat Girl From the Strongest Race") — серія ранобе, написана Сузу Міяма та проілюстрована Хотосокою. Вперше була опублікована онлайн у червні 2018 року на сайті Shōsetsuka ni Narō. Згодом права придбало видавництво Kodansha, яке з травня 2019 року випустило дев'ять томів у рамках імпринту Kodansha Ranobe Books.
Манґа-адаптація з ілюстраціями Мото Шігемури виходить на сайті Manga Up! від Square Enix із січня 2019 року; станом на вересень 2024 року опубліковано дев'ять танкобонів. Аніме-адаптацію виробництва EMT Squared транслювали з жовтня по грудень 2022 року.

## Сюжет
Рейн — приборкувач звірів, якого вигнали з групи героя Аріоса, вважаючи його надто слабким через здібність укладати контракти лише з тваринами. У пошуках роботи він рятує Канаде — дівчину з племені духів-кішок, яка стає його супутницею. Уклавши контракт із представницею однієї з найсильніших рас, відомої як «вища раса», Рейн отримує частину її сил і стає набагато сильнішим.
Відтоді вони подорожують разом, а Рейн заводить нових друзів і приборкує дівчат з різних рас, які стають його могутніми супутницями. З кожним новим контрактом він набуває нових здібностей, і зрештою їхня група перевершує Аріоса та його товаришів. Охоплений злістю та розчаруванням, Аріос починає ненавидіти Рейна, занедбує свої обов'язки героя і зосереджується на помсті йому та його друзям.

## Персонажі
Рейн Шрауд (яп. レイン・シュラウド, Rein Shuraudo)
Сейю: Сьоя Чіба (оригінал), Кевін Д. Телуелл (англійський дубляж)
Головний герой, приборкувач звірів, який спочатку не мав бойових навичок, окрім базової підготовки з рукопашного бою, слабких вогняних та лікувальних заклять, через що його вигнали з групи героя. Однак, зустрівши Канаде та уклавши з нею контракт, він дізнається, що може отримувати здібності від представників найсильніших рас, стаючи дедалі могутнішим. Рейн — талановитий стратег, здатний приручати одразу кілька тварин і використовувати їхні здібності для отримання переваги в бою. Його оптимізм та доброзичливість приносять йому повагу друзів, а також відданість і навіть закоханість з боку його супутниць. Згодом Рейн відкриває, що є нащадком першого Героя, який отримав силу безпосередньо від богів, що пояснює, чому його здібності значно перевищують можливості звичайних приборкувачів звірів. Також він є єдиним уцілілим зі свого рідного села, мешканці якого, як і він, мали дар приборкувачів, але були знищені демонами.
Канаде (яп. カナデ)
Сейю: Азумі Вакі (оригінал), Джаліца Дельгадо (англійський дубляж)
Юна представниця Племені Кішок — однієї з найрідкісніших і найсильніших рас. Вона покинула рідне місто в пошуках пригод, поки Рейн не врятував її. Відтоді вона стала його подругою, а згодом — першою нареченою. Канаде володіє надлюдською силою та витривалістю, які передаються Рейну після укладення контракту з нею.
Танія (яп. タニア)
Сейю: Румі Окубо (оригінал), Моллі Серсі (англійський дубляж)
Представниця Драконячої Раси, яка подорожує світом у пошуках гідних суперників. Вона приєдналася до групи після того, як Рейн та Канаде перемогли її в бою. Згодом вона стала другою нареченою Рейна. Танія має надзвичайні магічні здібності, а контракт із нею посилює магію Рейна.
Сора (яп. ソラ) та Луна (яп. ルナ, Runa)
Сейю: Танака Мінамі (Сора), Марія Сашіде (Луна) (Янопською);
Близнючки з раси фей. Вперше зустрілися з Рейном та його друзями, коли Сора намагалася самотужки врятувати Луну від монстра. Після того, як вони допомогли їй, сестри подружилися з Рейном і стали його третьою та четвертою супутницями. Сора більш спокійна та ввічлива, тоді як Луна — грайлива та пустотлива. Вони можуть приховувати свої крила за допомогою магії. Сора володіє здатністю створювати ілюзії, а її контракт із Рейном дає йому змогу накладати кілька заклять поспіль. Луна може посилювати та налаштовувати чужу магію, покращуючи ефективність заклять своєї сестри. Контракт із нею зробив Рейна імунним до негативних ефектів, зокрема магії миттєвої смерті.
Стелла Енплейс (яп. ステラ・エンプレイス, Sutera Enpureisu)
Сейю: Такахасі Ріе (оригінал), Джованні Круз (англійський дубляж)
Колишня заступниця капітана, яка згодом стає капітаном гільдії Лицарського Ордена в місті Горизонт. Після того, як Рейн відкрито виступає проти мера Горизонта, вона звертається до нього по допомогу в поваленні корумпованих лицарів та арешті лорда і Едґара за численні злочини.
Ніна (яп. ニーナ, Nīna)
Сейю: Маріка Коно (оригінал), Крістен Макгвайр (англійський дубляж)
Представниця раси напівбогів, дитина з лисячими рисами. На своїй батьківщині її шанували як божество, допоки її не захопили в рабство, змусивши носити магічний нашийник, що стримував її силу. Рейн рятує її, розриваючи нашийник за допомогою магії, після чого Ніна стає його п'ятою супутницею. Ніна володіє здатністю миттєво переміщувати себе та інших, а її контракт із Рейном дає йому можливість матеріалізовувати певні предмети за допомогою магії.
Тіна Холлі (яп. ティナ・ホーリー, Tina Hōrī)
Сейю: M.A.O (оригінал), Морган Беррі (англійський дубляж)
Привид юної покоївки, яка населяє особняк. Вона знайомиться з Рейном і його групою після того, як вони купують цей будинок і переселяються туди. Після того, як група допомагає їй помститися, забезпечивши арешт її вбивці, Тіна стає шостою супутницею Рейна. Контракт із нею наділяє Рейна здібністю керувати гравітацією.
Айріс (яп. イリス, Irisu)
Представниця небесної раси — наймогутнішої серед усіх найсильніших рас, яка володіє божественною магією. Вона зневажає людей і після звільнення з печатки Аріосом погоджується вбити Рейна на його прохання. Однак після зустрічі з Рейном зацікавлюється ним, а згодом стає його подругою і сьомою супутницею. Окрім використання різних видів магії, Айріс здатна викликати зброю та тварин для допомоги в бою. Контракт із нею дає Рейну подібну здібність, хоч і з меншою майстерністю.
Ріфа (яп. リファ, Rifa)
Представниця гілки вампірів серед раси оні, здатна використовувати власну кров як зброю та володіє потужною магією тіней. Вона зустрічає Рейна та його друзів, шукаючи допомоги у боротьбі з демонами, які напали на її рідне місто. Після порятунку міста стає восьмою супутницею Рейна. Контракт із нею наділяє його здібністю зачаровувати або паралізувати ворогів одним лише поглядом.
Аріос Орландо (яп. アリオス・オーランド, Ariosu Ōrando)
Сейю: Нобунаґа Шімадзакі (японською): Головний антагоніст у першій половині історії. Аріос — герой, обраний королем для перемоги над володарем демонів та його армією. Як нащадок першого Героя, він володіє здібністю «Розрив меж», яка дозволяє йому безмежно зростати як воїну. Однак після того, як Рейн, значно зміцнівши після вигнання, перемагає його, Аріос починає заздрити йому і будує плани знищити Рейна. Після того, як його справжня сутність розкривається перед королівською родиною, його позбавляють титулу. У відповідь Аріос зраджує та вбиває інших членів своєї групи, після чого приєднується до демонів, щоб здійснити свою помсту.
ЕдґарКорумпований син мера, який допомагає Аріосу у його планах. Загинув після того, як перетворився на демона і був убитий Рейном. У манзі Едґар вижив після своєї трансформації та поразки, але залишився скаліченим на все життя.

## Медіа

### Ранобе
Автор Суцу Міяма почав публікувати веб-роман на сайті Shōsetsuka ni Narō 11 червня 2018 року. Пізніше серію викупило видавництво Kodansha, яке з 2 травня 2019 року випускає її у форматі ранобе з ілюстраціями Хотосоки. Анонс друкованої версії та манґи відбувся 20 жовтня 2018 року. Станом на 2 вересня 2024 року вийшло дев'ять томів.
| № | Дата виходу      | ISBN                   |
| - | ---------------- | ---------------------- |
| 1 | 2 травня 2019    | ISBN 978-4-06-515548-6 |
| 2 | 2 липня 2019     | ISBN 978-4-06-516596-6 |
| 3 | 2 грудня 2019    | ISBN 978-4-06-518323-6 |
| 4 | 30 квітня 2020   | ISBN 978-4-06-519593-2 |
| 5 | 2 листопада 2020 | ISBN 978-4-06-521536-4 |
| 6 | 6 травня 2021    | ISBN 978-4-06-523830-1 |
| 7 | 2 листопада 2021 | ISBN 978-4-06-526202-3 |
| 8 | 1 липня 2022     | ISBN 978-4-06-528776-7 |
| 9 | 2 вересня 2024   | ISBN 978-4-06-535806-1 |

### Манґа
Адаптація у форматі манґи з ілюстраціями Мото Шіґемури почала виходити на сайті Manga Up! від Square Enix 30 січня 2019 року. Перший том вийшов 12 червня 2019 року. Станом на вересень 2024 року вийшло дев'ять томів. 
| № | Дата виходу       | ISBN                   |
| - | ----------------- | ---------------------- |
| 1 | 12 червня 2019    | ISBN 978-4-7575-6160-1 |
| 2 | 12 листопада 2019 | ISBN 978-4-7575-6384-1 |
| 3 | 11 квітня 2020    | ISBN 978-4-7575-6598-2 |
| 4 | 7 жовтня 2020     | ISBN 978-4-7575-6880-8 |
| 5 | 7 квітня 2021     | ISBN 978-4-7575-7181-5 |
| 6 | 7 жовтня 2021     | ISBN 978-4-7575-7517-2 |
| 7 | 7 вересня 2022    | ISBN 978-4-7575-8008-4 |
| 8 | 7 вересня 2023    | ISBN 978-4-7575-8767-0 |
| 9 | 6 вересня 2024    | ISBN 978-4-7575-9401-2 |

### Аніме
Аніме-адаптацію було анонсовано 10 червня 2022 року. Серіал анімувала студія EMT Squared, а режисером виступив Ацуші Ніґорікава. За сценарій відповідав Такаші Аошіма, дизайн персонажів створив Шухей Ямамото, а музику написали Юкі Хаяші, Аліса Окехазама та Наоюкі Чікатані. Аніме виходило в ефір з 2 жовтня по 25 грудня 2022 року на AT-X, Tokyo MX, ytv, TVA та BS Fuji. Опенніґом є «Change The World» від MADKID, а ендонігом — «LOVE＆MOON» від Marika Kōno. Crunchyroll транслював серіал у всьому світі, крім Азії, і випустив англійський дубляж 15 жовтня 2022 року. Muse Communication ліцензувала його в Південній та Південно-Східній Азії.
| № серії | Назва серії | Режисер(и)                     | Сценарист(и)  | Режтсер(и) анімації       | Оригінальна дата показу |
| --- | --- | ------------------------------ | ------------- | ------------------------- | ----------------------- |
| 1 | «Зустріч долі» Транслітерація: «Unmei no Deai» (яп. 運命の出会い)                                                                          | Ацуші Ніґорікава               | Такаші Аошіма | Ацуші Ніґорікава          | 2 жовтня 2022           |
| Рейн, приборкувач звірів із групи героя Аріоса, був вигнаний за непотрібність. Під час іспиту на отримання статусу авантюриста він зустрічає дівчину з Племені Котів, Канаде, і рятує її від небезпеки. Вони стають друзями, і їхня спільна подорож починається. | |                                |               |                           |                         |
| 2 | «Група» Транслітерація: «Nakama» (яп. 仲間)                                                                                                | Міцутака Ношітані              | Такаші Аошіма | Міцутака Ношітані         | 9 жовтня 2022           |
| Рейн дізнається, що контракт із Канаде надав йому таку ж надлюдську силу, як і в неї, що дозволяє йому перемогти хулігана, який намагається забрати Канаде, у поєдинку на руках. Під час першого завдання як авантюристи вони знаходять купця, на якого напали бандити, і вирушають рятувати його та розправитися зі злочинцями. | |                                |               |                           |                         |
| 3 | «Ще один представник найсильнішої раси» Транслітерація: «Mō Hitori no Saikyōshu» (яп. もう一人の最強種)                                    | Наоя Муракава                  | Такаміцу Коно | Акарі Ранзакі             | 16 жовтня 2022          |
| Рейн і Канаде отримують завдання знешкодити невідомого розбишаку на південному мосту, де вони зустрічають Танію — представницю могутнього Драконячого Племені, яка викликає їх на поєдинок. Після поразки Танія визнає силу Рейна і приєднується до його групи. | |                                |               |                           |                         |
| 4 | «Сила драконоїда» Транслітерація: «Ryūzoku no Chikara» (яп. 竜族の力)                                                                      | Zhou Xu                        | Такаміцу Коно | Тошіхіко Масуда           | 23 жовтня 2022          |
| Танія та Канаде дізнаються від Рейна про його минуле, зокрема про те, як він став сиротою і ненадовго приєднався до групи героя. Тим часом Аріос розуміє, що йому потрібна допомога Рейна для виконання важливого завдання, і вирішує скористатися ним. | |                                |               |                           |                         |
| 5 | «Приборкувач звірів проти героя» Транслітерація: «Bīsuto Teimā Buiesu Yūsha» (яп. ビーストテイマーVS勇者)                                  | Харуме Косака                  | Такаші Аошіма | Харуме Косака Хісаші Ішії | 30 жовтня 2022          |
| Рейн і Аріос знову зустрічаються. Аріос просить його допомогти здобути зброю під назвою Щит Істини, але Рейн відмовляється. Розгнівані зневажливим ставленням Аріоса та його товаришів до Рейна, Танія й Канаде вимагають вибачень, що призводить до дуелі між двома групами. | |                                |               |                           |                         |
| 6 | «Загублений ліс» Транслітерація: «Mayoi no Mori» (яп. 迷いの森)                                                                            | Кокі Оноуе                     | Такаміцу Коно | Кокі Оноуе                | 6 листопада 2022        |
| Легко перемігши Аріоса та його групу, Рейн, Канаде і Танія беруться виконати його завдання — знайти Щит Істини, який охороняється в Загубленому лісі. Однак вони губляться й не можуть рухатися далі, доки не зустрічають Сору — представницю Племені Фей, яка вимагає, щоб вони пішли. Проте їм вдається її переконати. Сора у відчаї, бо монстр викрав її сестру-близнючку Луну, а її плем’я відмовляється допомагати в порятунку. | |                                |               |                           |                         |
| 7 | «Полонена фея» Транслітерація: «Toraware no Seireizoku» (яп. 囚われの精霊族)                                                               | Юкі Кусакабе                   | Такаміцу Коно | Юкі Кусакабе              | 13 листопада 2022       |
| Рейн і його друзі вступають у бій із монстром, щоб врятувати Луну. Після успішного порятунку Сора і Луна вирішують покинути ліс і приєднатися до групи Рейна, оскільки більше не хочуть жити зі своїм плем’ям. | |                                |               |                           |                         |
| 8 | «Куємо зброю» Транслітерація: «Buki o Tsukurō» (яп. 武器を作ろう)                                                                          | Наоя Муракава                  | Такаші Аошіма | Ацуші Ніґорікава          | 20 листопада 2022       |
| Виконавши завдання Аріоса, Рейн шукає нову зброю у найкращого коваля міста та, завоювавши його повагу, погоджується допомогти дізнатися, чому його особиста шахта раптово спорожніла. Тим часом Аріос усе ще затаїв злобу на Рейна і клянеться його вбити. | |                                |               |                           |                         |
| 9 | «Приборкувач звірів проти приборкувача звірів» Транслітерація: «Bīsuto Teimā Buiesu Bīsuto Teimā» (яп. ビーストテイマーVSビーストテイマー) | Чжоу Сюй                       | Такаміцу Коно | Тошіхіко Масуда           | 27 листопада 2022       |
| Рейн і його друзі дізнаються, що шахту захопила група злодіїв, очолювана іншим Приборкувачем звірів, який підкорив могутнього монстра. Вони вступають у бій, щоб зупинити його плани. | |                                |               |                           |                         |
| 10 | «Темрява в Горизонті» Транслітерація: «Horaizun no Yami» (яп. ホライズンの闇)                                                              | Кокі Оноуе                     | Такаші Аошіма | Кокі Оноуе                | 4 грудня 2022           |
| До Рейна підходить Едгар, син місцевого мера, який намагається силою забрати Сору та Луну, а також шантажує його, проте Рейн зупиняє його потужною магією, змушуючи відступити ні з чим. Незабаром лицарка на ім’я Стелла Енплейс звертається до Рейна та його групи з проханням допомогти притягнути Едгара та його батька до відповідальності за їхні злочини. Тим часом Аріос звертається до Едгара, використовуючи його у своїх планах помсти Рейну. | |                                |               |                           |                         |
| 11 | «Чорні хвилі» Транслітерація: «Kuroi Hadō» (яп. 黒い波動)                                                                                  | Йошіхіде Куріяма Харуме Косака | Такаші Аошіма | Хісаші Ішії               | 11 грудня 2022          |
| Після розправи з корумпованими лицарями Рейн і його група штурмують дім Едгара, щоб заарештувати його, одночасно рятуючи Ніну, представницю раси напівбогів, яка була його полонянкою. Рейн знімає з неї рабський ошийник, що виснажує його. Однак Едгар використовує перстень, отриманий від Аріоса, щоб влаштувати смертельну пастку для Рейна, але вона провалюється завдяки новій силі, яку він отримав через контракт із Луною. | |                                |               |                           |                         |
| 12 | «Чемпіон» Транслітерація: «Eiyū» (яп. 英雄)                                                                                                | Наоя Муракава                  | Такаші Аошіма | Акарі Ранзакі             | 18 грудня 2022          |
| Едгар стає одержимим демоном, що мешкав у персні, і перетворюється на чудовисько, змушуючи Рейна та його групу відчайдушно боротися, щоб захистити місто. Члени групи Аріоса розглядають можливість допомогти, але Аріос відмовляється, щоб не викрити свою причетність. | |                                |               |                           |                         |
| 13 | «Дім для всіх» Транслітерація: «Minna no Ie» (яп. みんなの家)                                                                              | Ацуші Ніґорікава               | Такаші Аошіма | Ацуші Ніґорікава          | 25 грудня 2022          |
| Після порятунку міста Горизонт від демона Рейн та інші приймають Ніну до своєї групи. Вони вирішують оселитися неподалік і шукають відповідне місце, але маєток, який їм сподобався, виявляється заселеним привидом на ім'я Тіна. Група стикається з Тіною, і після того як стає її друзями, переконує дозволити їм оселитися там. Тим часом Аріос і його супутники зазнають зневаги з боку місцевих жителів за те, що відмовилися боротися з демоном, тоді як Рейн насолоджується життям у новому домі разом зі своїми друзями, впевнений, що їхні пригоди тільки починаються. | |                                |               |                           |                         |